# Misa Uehara
Misa Uehara (上原美佐 'Uehara Misa'?) (Maibara, Prefectura de Shiga; 21 de diciembre de 1983) es una actriz japonesa.

## Filmografía

### Cine
- Batterî (2007) como Kaoruko Ono.
- Tada, Kimi wo Aishiteru (2006) como Saki Inoue.
- Birthday Wedding (2005) como Chiharu.
- Ju-on: The Grudge (2003)como Izumi Toyama.
- Rokkazu (2003) como Mayumi.

### Televisión
- Nodame cantabile (2006)
- Attention Please (2006)
- Koi no karasawagi drama special (2005)
- Order Made: Tailor Kusunoki (2004)